# Robert Jastrzębski
Robert Zygmunt Jastrzębski (ur. 18 stycznia 1972 w Warszawie) – polski prawnik, doktor habilitowany nauk prawnych, nauczyciel akademicki na Wydziale Prawa i Administracji Uniwersytetu Warszawskiego.

## Życiorys
Absolwent II Liceum Ogólnokształcącego im. Stefana Batorego w Warszawie (matura 1991). W 1996 z wyróżnieniem ukończył studia prawnicze na Wydziale Prawa i Administracji Uniwersytetu Warszawskiego. W 2001 r. na tymże wydziale uzyskał stopień doktora nauk prawnych na podstawie rozprawy pt. „Funkcje weksla w II Rzeczypospolitej”; jego promotorem był prof. Michał Pietrzak. Rozpoczął następnie pracę jako adiunkt w Instytucie Historii Prawa (obecnie Zakładzie Historii Ustroju i Prawa Polskiego) tegoż wydziału. W 2009 r. otrzymał stopień doktora habilitowanego za pracę pt. „Wpływ siły nabywczej pieniądza na wykonanie zobowiązań prywatno - prawnych w II Rzeczypospolitej”. W 2012 r. objął stanowisko profesora uczelni w Zakładzie Historii Administracji. W 2015 r. objął kierownictwo Pracowni Prawa Polskiego XX wieku.
W listopadzie 2019 Prawo i Sprawiedliwość zgłosiło w Sejmie jego kandydaturę na sędziego Trybunału Konstytucyjnego, lecz po kilku dniach z niej zrezygnowało. 10 lutego 2020 roku zgłoszono jego kandydaturę ponownie na sędziego Trybunału Konstytucyjnego. Zrezygnował jednak 18 marca tego roku z ubiegania się o to stanowisko z powodów osobistych.  
W 2018 został członkiem, a następnie przewodniczącym rady nadzorczej PZU S.A.
Został też członkiem rady programowej czasopisma „Przegląd Ustawodawstwa Gospodarczego”, komitetu redakcyjnego czasopisma „Studia z Dziejów Państwa i Prawa Polskiego” (od 2015), rady naukowej „Zeszytów Prawniczych Biura Analiz Sejmowych” (od 2016) i Polskiego Towarzystwa Historii Gospodarczej (od 2011).
W 2023 został odznaczony Srebrnym Krzyżem Zasługi.

## Wybrane publikacje
- Funkcje weksla w II Rzeczypospolitej, Warszawa 2003, Liber, ss. 254.
- Domy składowe. Umowa składu. Dowody składowe. Komentarz do ustawy, Warszawa 2004, Dom Wydawniczy ABC, Polskie Wydawnictwa Profesjonalne, ss. 341
- Giełdy towarowe. Komentarz, (współautor: M. Dul), Wolters Kluwer Polska, Warszawa 2006, ss. 339.
- Prawne regulacje działalności giełd towarowych w Polsce, (współautor: M. Dul), Wydawnictwo Naukowe Semper, Warszawa 2007, ss. 295.
- Wpływ siły nabywczej pieniądza na wykonanie zobowiązań prywatno-prawnych w II Rzeczypospolitej, Wolters Kluwer Polska, Warszawa 2009, ss. 503.
- Historia ustroju i prawa polskiego. Testy i kazusy, praca zbiorowa pod red. A. Rosner, Warszawa 2010.
- Trybunał Kompetencyjny. Kolegium Kompetencyjne. Geneza. Działalność. Współczesność, Warszawa 2014, Wydawnictwo Sejmowe, ss. 286 ISBN 978-83-7666-328-9.
- Małe Konstytucje. Ustawy zasadnicze okresów przejściowych 1919–1947–1992, redakcja naukowa z Markiem Zubikiem, Warszawa 2014, Wydawnictwa Sejmowe, ss. 179 ISBN 978-83-7666-330-2.
- Lex Zoll. Zarys prawno–ekonomiczno–historyczny, Warszawa 2016, Wolters Kluwer Polska, ss. 332 ISBN 978-83-264-9596-0.
- Prawo handlowe i gospodarcze II Rzeczypospolitej, redakcja naukowa Robert Jastrzębski, Warszawa 2018, Wolters Kluwer, ss. 668, ISBN 978-83-8187-063-4.
- Samorządy zawodów prawniczych w Polsce w XX wieku. Analiza prawnoustrojowa, Warszawa 2020, Instytut Studiów i Analiz Prawnych. ss. 162, ISBN 978-83-955899-1-1
- W stulecie urzędu Prezydenta Rzeczypospolitej Polskiej (1922-2022), redakcja naukowa z Ryszardem Piotrowskim, Warszawa 2024, Biuro Komunikacji Społecznej Wydawnictwo Sejmowe, ss. 319, ISBN 978-83-7666-783-6
- Historia administracji. Wybór źródeł, redakcja naukowa Robert Jastrzębski, Warszawa 2024, Wydawnictwa Uniwersytetu Warszawskiego, ss. 328, ISBN 978-83-235-6561-1